# レオナルド・ダ・ヴィンチの『最後の晩餐』があるサンタ・マリア・デッレ・グラツィエ教会とドメニコ会修道院
レオナルド・ダ・ヴィンチの『最後の晩餐』があるサンタ・マリア・デッレ・グラツィエ教会とドメニコ会修道院（レオナルド・ダ・ヴィンチのさいごのばんさんがあるサンタ・マリア・デッレ・グラツィエきょうかいとドメニコかいしゅうどういん）は、イタリアのミラノにある、ユネスコの世界遺産（文化遺産）登録物件。

## 構成物件

### 最後の晩餐
ミラノ公ルドヴィーコ・スフォルツァの依頼で、レオナルド・ダ・ヴィンチがサンタ・マリア・デッレ・グラツィエ修道院の食堂の壁画として描いた。完成は1498年。
福音書に登場する一場面として、弟子の裏切りを予言するイエス・キリストと、それを受けて動揺する弟子たちの様子を、それまでに無い写実性をもって表した。縦4.2m・横9.1mの巨大なテンペラ画である。
一点透視図法が用いられ、あたかも絵の奥のほうまで食堂がつながっているかのような錯覚を観る者に起こさせる、いわゆる錯視的演出が施されている。

### サンタ・マリア・デッレ・グラツィエ教会
サンタ・マリア・デッレ・グラツィエ教会は、ルネサンス様式を見せる。聖堂の身廊部はドミニコ会の修道士ソラーリによって1465年から1482年の間に建立されたといわれ、その後を引きついだブラマンテが交差部および後陣の作成にあたった。また、ブラマンテにより後陣横に3つ目の回廊などが付け加えられた。

## 登録基準
この世界遺産は世界遺産登録基準のうち、以下の条件を満たし、登録された（以下の基準は世界遺産センター公表の登録基準からの翻訳、引用である）。
- (1) 人類の創造的才能を表現する傑作。
- (2) ある期間を通じてまたはある文化圏において、建築、技術、記念碑的芸術、都市計画、景観デザインの発展に関し、人類の価値の重要な交流を示すもの。　[7]

## 交通アクセス
地下鉄カドルナ駅、コンチリアツィオーネ駅もしくはノルド鉄道のミラノ・カドルナ駅が近い。カドルナ駅はターミナル駅のため、路面電車やバスなども頻繁に停車する。『最後の晩餐』を見学するためには有料の事前予約が必要。カドルナ駅からは徒歩8分。